# Маккіттрік (Каліфорнія)
Маккіттрік (англ. McKittrick) — переписна місцевість (CDP) в США, в окрузі Керн штату Каліфорнія. Населення — 102 особи (2020).

## Географія
Маккіттрік розташований за координатами 35°17′53″ пн. ш. 119°37′30″ зх. д. / 35.29806° пн. ш. 119.62500° зх. д. (35.298028, -119.624921).  За даними Бюро перепису населення США в 2010 році переписна місцевість мала площу 6,78 км², уся площа — суходіл.

## Демографія
Згідно з переписом 2010 року, у переписній місцевості мешкало 115 осіб у 42 домогосподарствах у складі 30 родин. Густота населення становила 17 осіб/км².  Було 46 помешкань (7/км²).
Расовий склад населення:
| - 87,8 % — білих - 0,9 % — корінних американців - 0,9 % — чорних або афроамериканців - 6,1 % — осіб інших рас |

До двох чи більше рас належало 4,3 %. Частка іспаномовних становила 7,8 % від усіх жителів.
За віковим діапазоном населення розподілялося таким чином: 18,3 % — особи молодші 18 років, 69,5 % — особи у віці 18—64 років, 12,2 % — особи у віці 65 років та старші. Медіана віку мешканця становила 45,4 року. На 100 осіб жіночої статі у переписній місцевості припадало 101,8 чоловіків;  на 100 жінок у віці від 18 років та старших — 91,8 чоловіків також старших 18 років.
Середній дохід на одне домашнє господарство  становив 52 158 доларів США (медіана — 40 000), а середній дохід на одну сім'ю — 54 856 доларів (медіана — 43 125). За межею бідності перебувало 6,1 % осіб, у тому числі 14,3 % дітей у віці до 18 років та 11,1 % осіб у віці 65 років та старших.
Цивільне працевлаштоване населення становило 43 особи. Основні галузі зайнятості: будівництво — 39,5 %, сільське господарство, лісництво, риболовля — 23,3 %, науковці, спеціалісти, менеджери — 16,3 %, мистецтво, розваги та відпочинок — 11,6 %.